# آلن پلت
آلن پلت (متولد ۲ ژانویه ۱۹۴۷) یک وکیل فرانسوی است که در دانشگاه نانتر پاریس ، حقوق بین‌الملل و حقوق بین‌الملل اقتصادی را تدریس می‌کند. وی بین سالهای ۱۹۹۱ تا ۲۰۰۱ مدیر مرکز د دویت بین‌المللی (CEDIN) دانشگاه بود. او نویسنده کتابهای زیادی است.
پلت یک کارشناس فرانسوی در حقوق بین‌الملل، عضو و رئیس‌جمهور سابق کمیسیون حقوق بین‌الملل سازمان ملل است و در زمینه حقوق بین‌الملل عمومی مشاور بسیاری از دولتها از جمله دولت فرانسه است یا مشاور بوده‌است. او همچنین به عنوان کمیته داوری بادنتر و همچنین گزارشگر کمیته حقوقدانان کمیته فرانسه در مورد ایجاد یک دادگاه کیفری بین‌المللی برای یوگسلاوی سابق ("کمیسیون TRUCHE") متخصص بوده‌است.
وی بیش از ۳۵ پرونده در دادگاه بین‌المللی دادگستری نماینده یا مشاور و وکیل بوده‌است و در چندین داوری بین‌المللی و فراملی (بویژه در حوزه سرمایه‌گذاری) شرکت کرده‌است.

## مدارک تحصیلی
پلت دارای لیسانس حقوق (حقوق عمومی) (۱۹۶۸ - دانشکده حقوق و اقتصاد، پاریس)، وی دارای مدرک دیپلم انستیتوی مطالعات سیاسی، پاریس (Science Po) (1968 - بخش خدمات عمومی) است. وی موفق به اخذ دیپلم مطالعات پیشرفته در علوم سیاسی و دیپلم تحصیلات پیشرفته در حقوق عمومی (۱۹۶۹ - دانشکده حقوق و اقتصاد، پاریس) و همچنین دکترای دولتی در حقوق عمومی (۱۹۷۴ -دانشگاه پانتئون-آسا، پاریس) و در حقوق عمومی و علوم سیاسی (۱۹۷۴). وی ممیزی در آکادمی حقوق بین‌الملل، لاهه (دوره‌های حقوق بین‌الملل عمومی، ۱۹۶۷، ۱۹۶۹ و ۱۹۷۱) بوده‌است.

## آثار
- عمومی بین‌المللی Droit، نویسنده مشترک با P. DAILLIER و M. FORTEAU (ویرایش هشتم، ۲۰۰۹)
- La Charte des Nations Unies، قانون اساسی mondiale ؟، همزمان با R. CHEMAIN (2006)
- "مقالات ۱۹ و ۲۲" و به همراه W. SCHABAS، مقاله 23 (Réserve) در O. CORTEN و P. KLEIN، ویرایش. Les Conventions de Viennane sur le droit des traités - مقاله دربارهی نظرات (۲۰۰۶)
- "ماده ۳۸" در A. ZIMMERMANN، چ. TOMUSCHAT و K. OELLERS-FRAHM، دیوان بین‌المللی دادگستری - تفسیری (۲۰۰۶)
- La Charte des Nations Unies در ۲ جلد: مقاله مقالات کامنت، با ویرایش J. -P. COT (ویرایش سوم، ۲۰۰۵)
- دائم بین‌المللی Droit، همگام با H. ASCENSIO و E. DECAUX (2000)